# Globba albobracteata
Globba albobracteata är en enhjärtbladig växtart som beskrevs av Nicholas Edward Brown. Globba albobracteata ingår i släktet Globba och familjen Zingiberaceae. Inga underarter finns listade i Catalogue of Life.